# 奕奎
已革奉恩鎮國公奕奎（穆麟德轉寫：i kui；1803年12月26日—1841年2月2日），奉恩輔國公綿崧第二子，母妾李氏，其父為李景泰，恆親王系第七代。
他在嘉慶八年十一月（1803年）出生，嘉慶十六年八月（1811年）成為奉恩鎮國公綿疆的養子，同年十一月接替養父成為恆親王第七代。
到道光十五年閏六月（1835年）他因事被廢去奉恩鎮國公爵位，並恢復綿崧兒子的身分，由父親綿崧承襲恆親王系第八代，不過需遞降為奉恩輔國公襲封。而他則在道光二十一年正月（1841年）去世，虛歲三十九歲。